# Eldorado (Misiones)
Eldorado é um município da Argentina da província de Misiones. Localiza-se no Eldorado; limita-se ao leste com o município de 9 de Julio, ao norte com Colonia Victoria, ao sul com Puerto Piray e a oeste com o Paraguai.

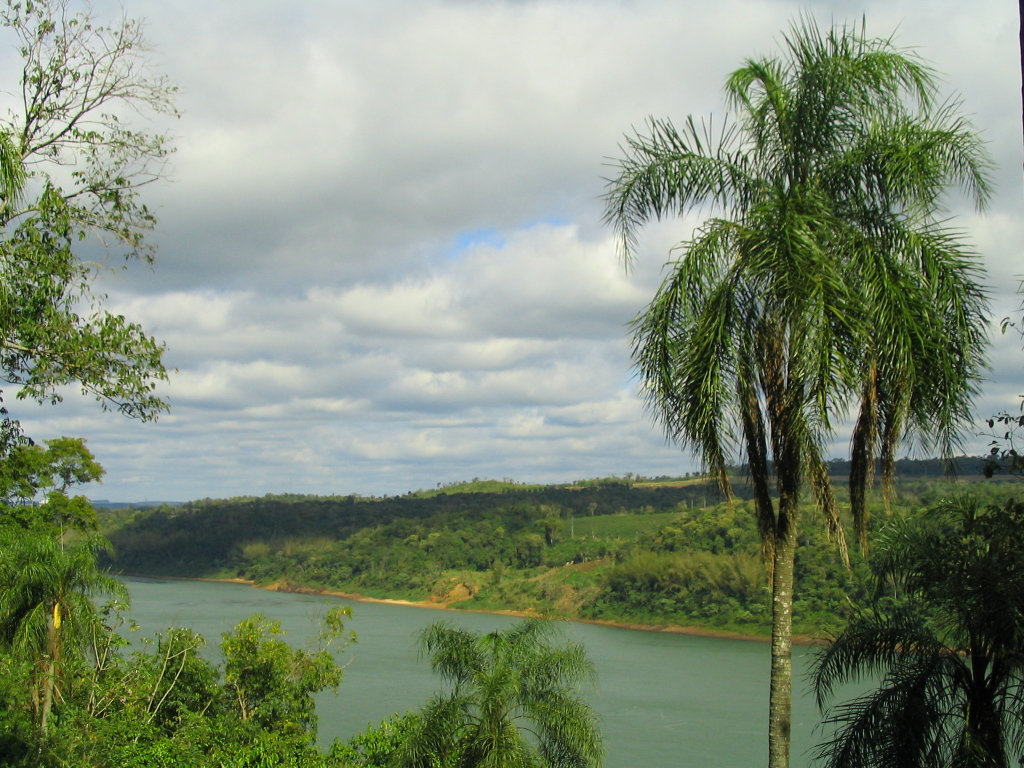

## História
Eldorado foi fundada em 29 de setembro de 1919 por Adolfo Julio Schweilm como um centro de colonização europeia. Os principais grupos de colonos foram os alemães, polacos, dinamarqueses e suiços para trabalhar na agricultura e na indústria.

## Economia
A indústria madeireira é a principal atividade econômica da região, porém indústrias relacionadas à produção de óleo, sucos e produção de erva mate também ganham destaque.

## Cidades-Irmãs
Eldorado do Sul